# رباط رامشت
رباط رامشت هو أحد الأربطة الموقوفة في مكة قبل العصر الأيوبي واستمر حتى العصر العثماني، كان ملاصق لباب الحزورة أحد أبواب المسجد الحرام من الجانب الغربي. وفي شوال عام 802هـ، أحترق رباط رامشت وأتى الحريق على ثلث المسجد الحرام. أعيد بناء الرباط وسمي رباط الخاص.
و رامشت: هو الشيخ الصوفي الفارسي أبو القاسم إبراهيم بن الحسين، وقفه على الصوفية عام 529هـ، واطلق على رباط رامشت أيضا اسم (ناظر الخاص – رباط العجم). ولقد ذكر جار الله بن فهد أنه كان قائماً في سنة (936هـ / 1530م)، وكذلك ذكر الطبري أنه كان قائماً سنة (984هـ / 1576م).